# Miltényi Márta
Miltényi Márta, Ránky Ernőné (Budapest, 1938. december 31. – 2021. december 9. vagy előtte) magyar atléta, sportorvos, edző, egyetemi tanár.

## Élete
Az 1959-es magyar atlétikai bajnokságon csapat súlylökésben országos bajnok lett társaival.
1964-ben a Budapesti Orvostudományi Egyetemen diplomázott. 1969-ben sportorvosi és edzői oklevelet szerzett. 1985-ben a Testnevelési Főiskolán címzetes egyetemi docens lett, ahol több évtizeden keresztül oktatott nyugdíjba vonulásáig. Közben a magyar atlétikai válogatott keret orvosa is volt.
Cikkei a Testnevelési és Sportegészségügyi Szemle (1976), a Futapest (1981), az Atlétika (1982), a TF Tudományos Közlöny (1983–1990), a Sportorvosi Szemle (1983, 1984, 1987), a Tempó. Életmódmagazin (1984–1985), a Futó Magazin (1986), a Testnevelés és Sporttudomány (1987) és a Spiridon. Futómagazin (1988) oldalain jelentek meg.

## Díjai
- Magyar Atlétikáért Díszplakett (1993)
- Pro Universitate-díj (TF) (1997)

## Főbb művei
- A gátfutás és a súlylökés funkcionális anatómiai elemzése izomtaniszempontból. TF Szakdolgozat. Budapest, 1969
- Anatómiai jegyzet a TF hallgatók számára. TF jegyzet Budapest, 1971
- Anatómiaiábragyűjtemény. Összeállította. TF tankönyv. Budapest, 1974
- Mozgatórendszer. 1-2. rész Anatómiai atlasz. TF tankönyv. Budapest, 1977, 1980
- A sportmozgások anatómiai alapjai. 1-2. kötet. 1. köt. Budapest, 1980, 2. köt. Budapest, 1988
- Az oktatástechnikai eszközök felhasználási lehetőségei az anatómiai oktatásban a TF-en. Budapest, 1980
- Az oktatástechnikai eszközök felhasználási lehetőségei az oktatási folyamatok eredményességének növelésében. Budapest, 1980
- A mozgatórendszer anatómiája. TF jegyzet. Budapest, 1981
- A számítógép mint oktatástechnikai eszköz az anatómia oktatásában. Hulman Tamással. TF kézirat. Budapest, 1988
- A futás csodálatos világa. Monspart Saroltával. Budapest, 1990
- A mozgatórendszer funkcionális anatómiája. A Magyar Testnevelési Egyetem tankönyve; Magyar Testnevelési Egyetem, Bp., 1999